# Tanja Kuttler

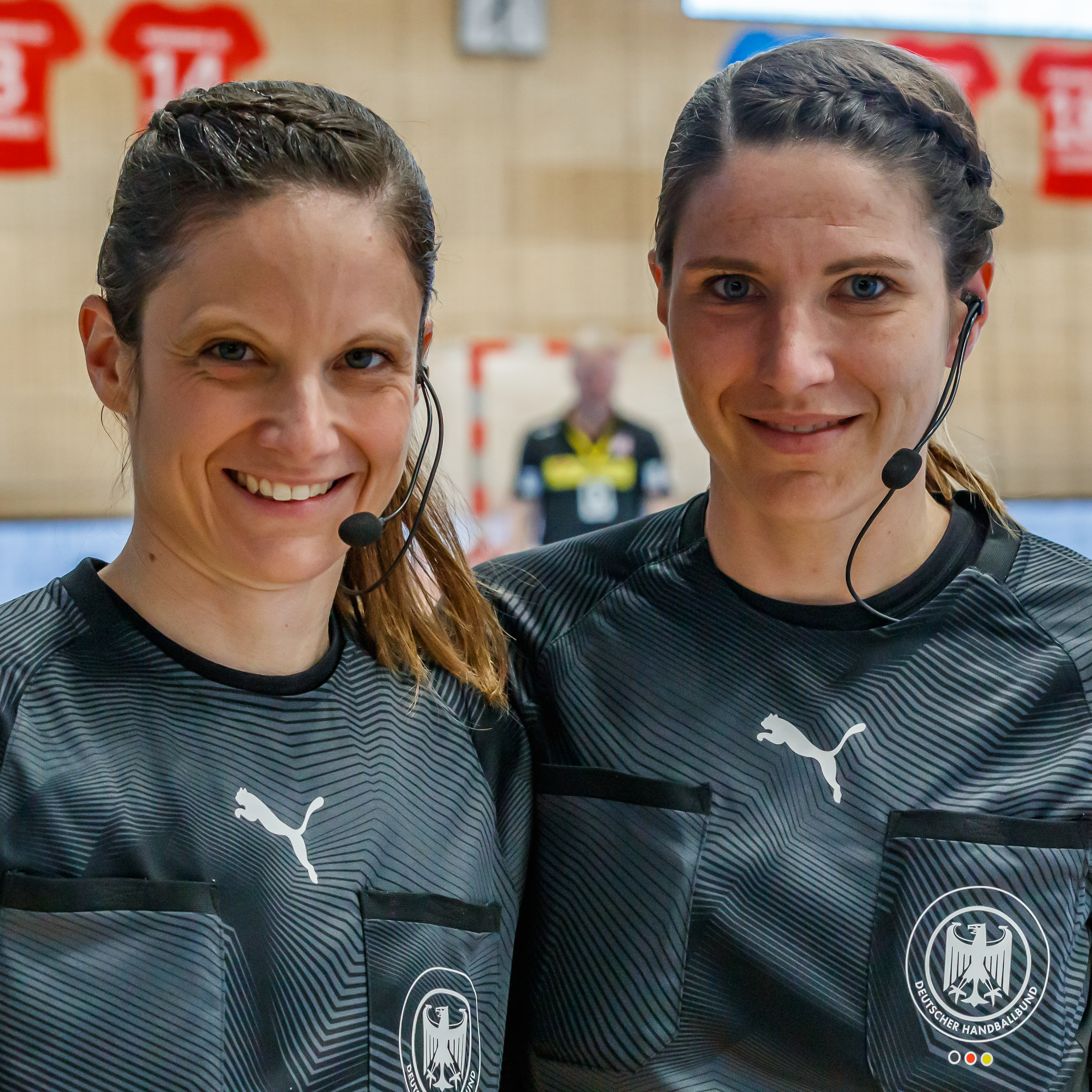
Tanja Kuttler (rechts im Bild) mit ihrer Schwester Maike Merz, 2022

Tanja Kuttler (geboren 1989 als Tanja Schilha) ist eine deutsche Handballschiedsrichterin.

## Leben und Karriere
Tanja Kuttler begann im Jahr 2004 mit der Tätigkeit als Handballschiedsrichterin. Seit 2008 ist sie als Schiedsrichterin zusammen mit ihrer älteren Schwester Maike Merz aktiv. Beide sind Teil des Elitekaders des Deutschen Handballbundes (DHB).
Im Frühjahr 2014 wurden die beiden Schwestern in den Kreis der Referees der Europäischen Handballföderation (EHF) aufgenommen. Vom 9. bis 15. Dezember 2014 absolvierten sie ihren ersten Kurs im Global Referee Training Program der Internationalen Handballföderation (IHF). Nach einem zweiten Kurs im Jahr 2015 wurden sie im August 2015 in den Kader der IHF aufgenommen. Ihr erstes internationales Spiel leiteten sie Anfang Januar 2015 im Achtelfinale des Europapokals der Pokalsieger zwischen Issy Paris Hand und ŽRK Podravka Koprivnica. Seit 2019 wird das Team auch in der Handball-Bundesliga eingesetzt. Mit ihrer Schwester leitete sie das Finale der EHF Champions League der Frauen 2021/22.
Als erstes deutsches Frauen-Duo wurden Tanja Kuttler und ihre Schwester Maike Merz als Schiedsrichterinnen für die Weltmeisterschaft der Männer 2023 nominiert. Das Team war auch bei der Männer-Europameisterschaft 2024 im Einsatz.
Kuttler spielte selbst Handball bei der SG Argental. Beruflich ist sie bei der ZF Friedrichshafen tätig. Tanja Kuttler ist verheiratet und Mutter.